# Світ Юрського періоду
«Світ Юрського періоду» (англ. Jurassic World) — американський фантастичний пригодницький фільм, четвертий в серії фільмів «Парк Юрського періоду». Світова прем'єра відбулася 10 червня 2015 року. В Україні фільм вийшов у прокат 11 червня.
«Світ Юрського періоду» став найкасовішим фільмом франшизи, а також посів друге місце у списку найприбутковіших фільмів 2015 року та шосту сходинку у рейтингу найкасовіших фільмів всіх часів.
Постановник заявив, що його роботу не можна назвати ребутом, оскільки вона є новим сайфай-пригодницьким трилером. Фільм розповідає про події, які сталися на острові Нублар через 22 роки після того, що відбулося у стрічці 1993 року.

## Сюжет
Батьки відправляють двох своїх синів на відпочинок у парк під назвою «Світ Юрського періоду». Зака і Грея Мітчеллів на острові повинна зустріти їхня тітка Клер. Вона надто завантажена роботою через презентацію нового виду динозавра, тому приставляє до братів наглядачку і дає їм пропуск на всі атракціони.
За багато років парк розвинувся і його відвідують сотні тисяч людей. Проте відвідуваність падає, а звичними видами динозаврів уже нікого не здивуєш. Тому керівництво вирішує створити новий «експонат». «Індомінус Рекс» — штучно створений генетиками парку вид, що поєднує в собі безліч особливостей різних динозаврів та земноводних. Новий динозавр виявляється надзвичайно розумним та жорстоким водночас.
Хижих динозаврів тримають замкнутими у вольєрах. У одній з цих споруд працює Овен Ґрейді, колишній морпіх. Він займається дресируванням велоцирапторів, яких Вік Госкінс планує використовувати у військових конфліктах.
Новий власник парку Сімон Масрані рекомендує Клер Дірінг порадитись з Овеном Ґрейді щодо безпечності вольєру нової тварини. Але, прибувши до вольєра вони помічають, що на теплових радарах динозавра немає, а, отже, й у вольєрі також. Овен разом з кількома охоронцями йдуть всередину величезної клітки, а Клер телефонує в центр керування, де за датчиками, вживленими в тіло, відстежують місце перебування всіх ящерів парку. Там їй повідомляють, що Індомінус все ще перебуває у вольєрі. Працівників вольєру повідомляють, але вже надто пізно. Індомінус Рекс виривається на волю, вбиваючи всіх на своєму шляху. Овену дивом вдається вижити.
Зі штабу відправляють загони, завданням яких є приспати динозавра. В ході операції рейнджери знаходять датчик Індомінуса та виявляють незвичну здатність нового виду змінювати забарвлення тіла. Суперхижак атакує загін та змушує їх рятуватися втечею.
Тим часом брати Мітчелл розважаються на атракціонах парку. Останньою їх розвагою стає поїздка в скляній кулі (гіросфері) по долині, наповненій величними травоїдними динозаврами. Атракціон закривають, проте Зак і Грей продовжують свою подорож і заїжджають на обнесену загорожею територію, на якій їх атакує Індомінус Рекс. Хлопцям вдається втекти. У лісі вони знаходять покинуту будівлю старого парку, де ремонтують автомобіль і тікають на ньому.
Невдала спроба знищити Індомінуса обертається ще більшими руйнуваннями, втечею сотень птеронодонів та диморфодонів з їхнього авіарію та їх нападом на відвідувачів парку. План натравити на Індомінуса Рекса велоцирапторів також провалився. Виявляється в нового виду є ДНК рапторів і тварини швидко знаходять спільну мову.
Подальші події відбуваються у центрі парку. Овену вдається направити дресированих Велоцирапторів проти Індомінуса. Проте цього замало — Індомінус надто сильний. Тоді Клер випускає з вольєра тиранозавра. Хижаки розпочинають бій. Коли Індомінус вкотре встає на ноги, його хапає мозазавр. Наприкінці на злітний майданчик виходить Тиранозавр рекс і голосним риком показує хто господар на острові «Світу юрського періоду».

## У ролях
У дужках наведено акторів українського дубляжу 

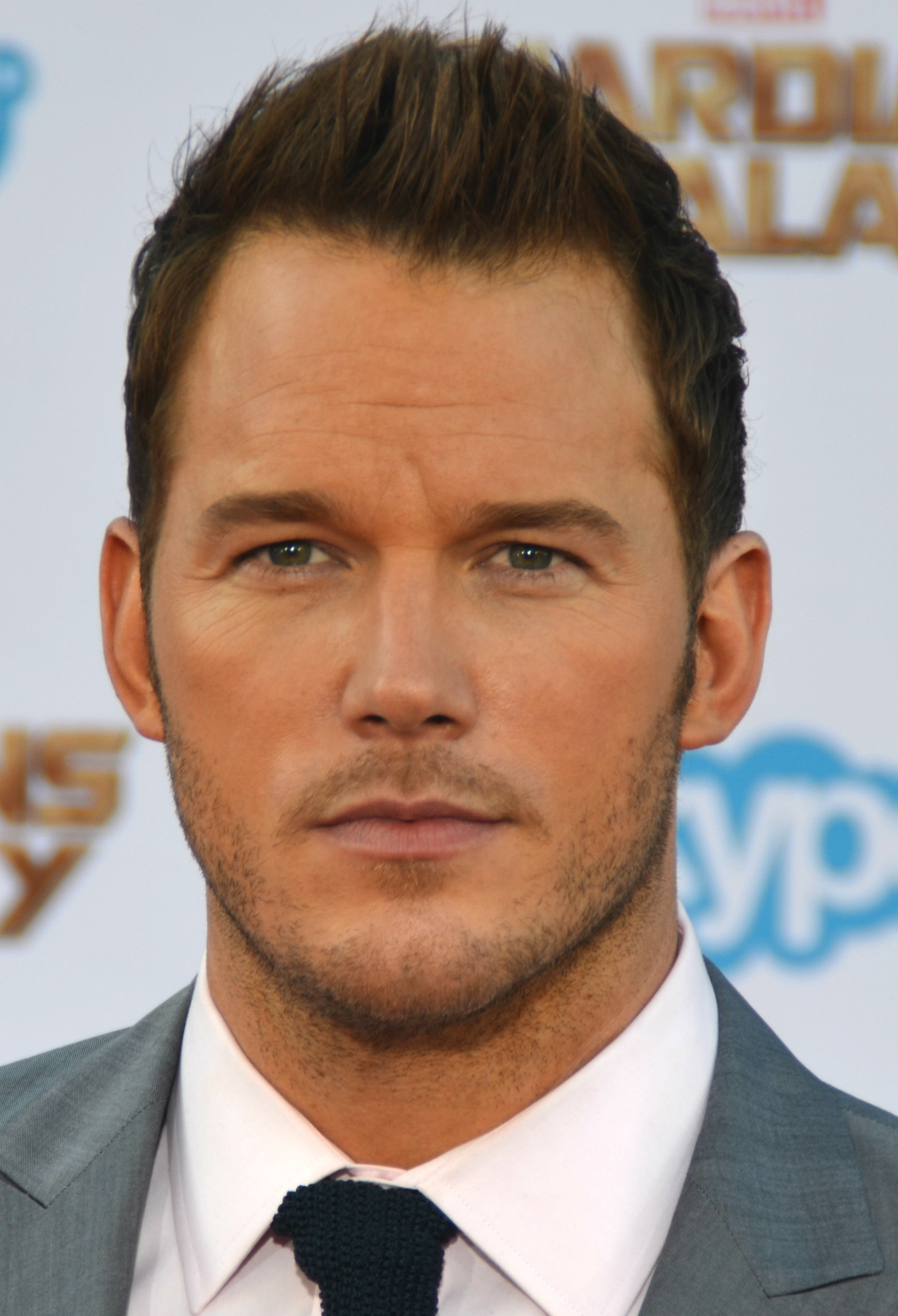
Кріс Пратт[4][5] — Овен Ґрейді (Денис Толяренко)
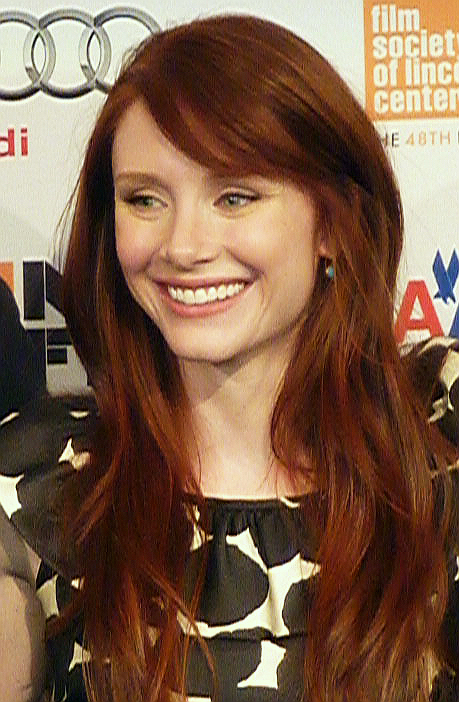
Брайс Даллас Говард[6] — Клер Дірінг (Наталя Романько-Кисельова)
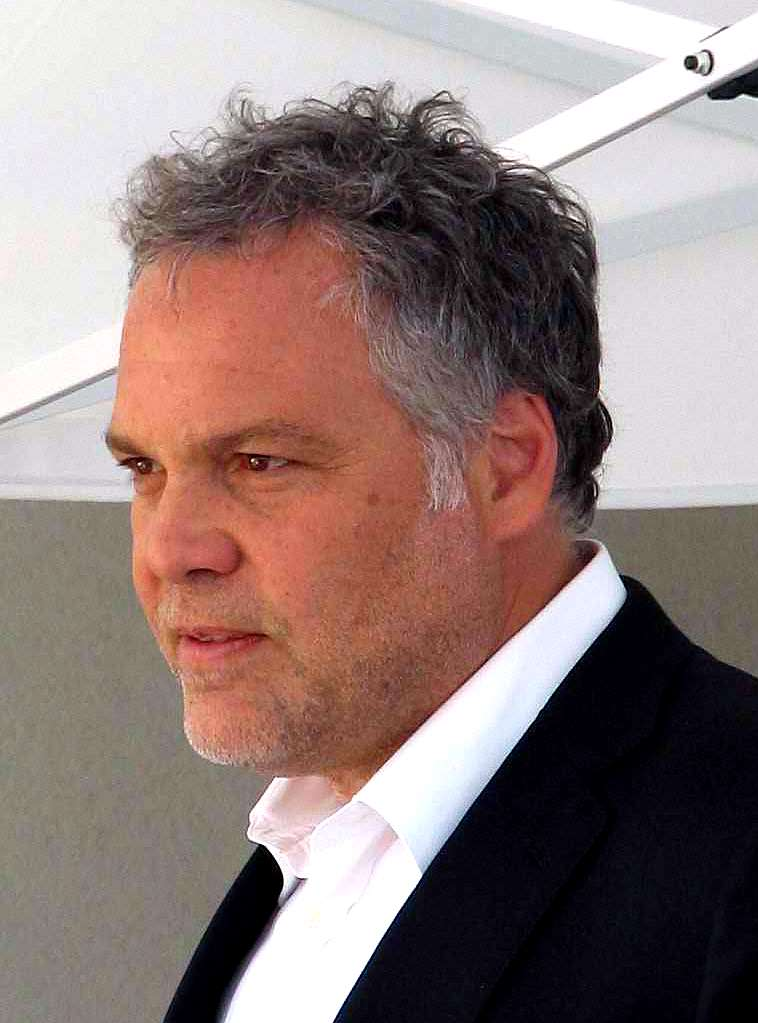
Вінсент Д'Онофріо[7] — Вік Госкінс (Євген Пашин)
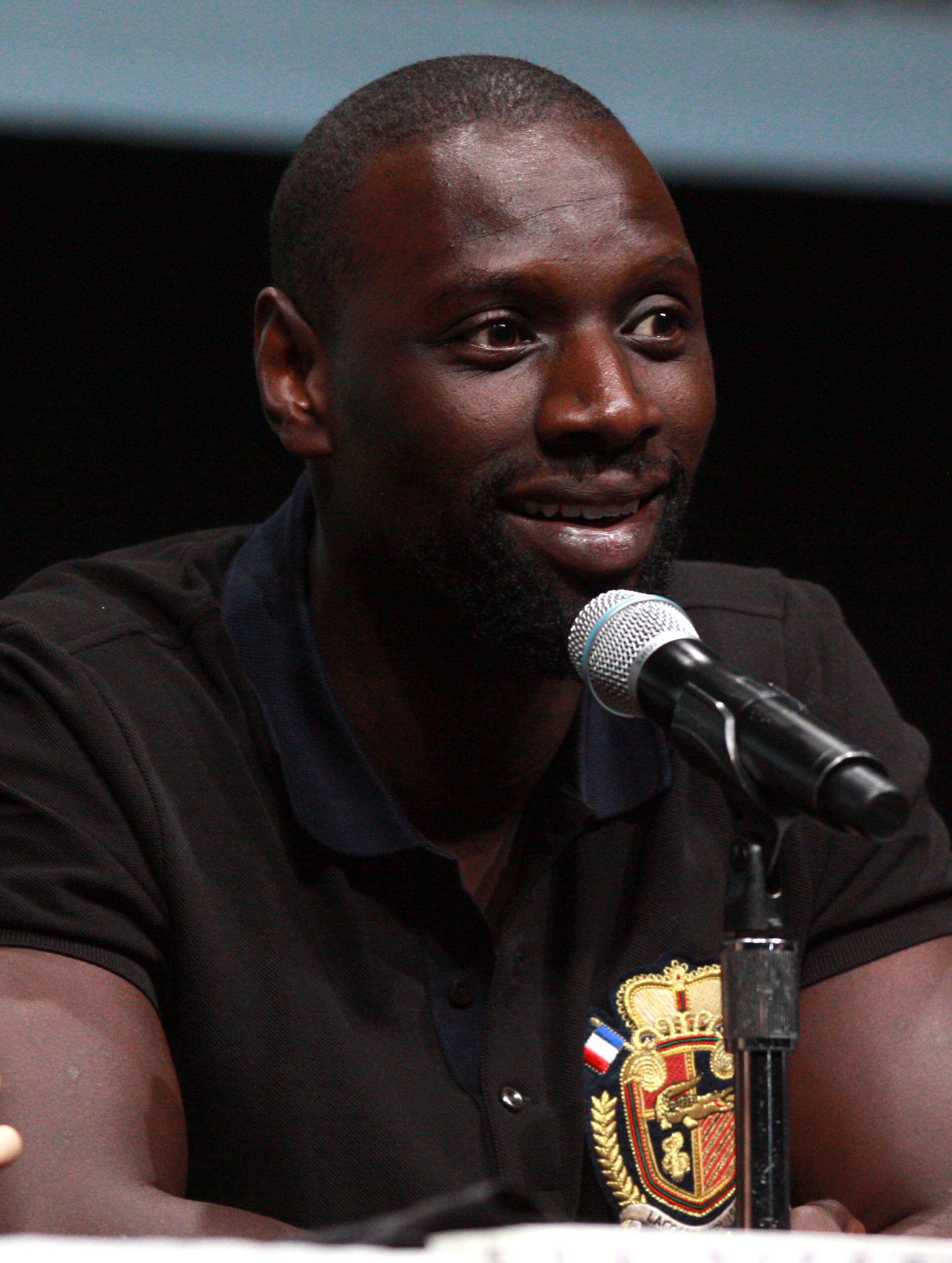
Омар Сі — Баррі (Дмитро Гаврилов)
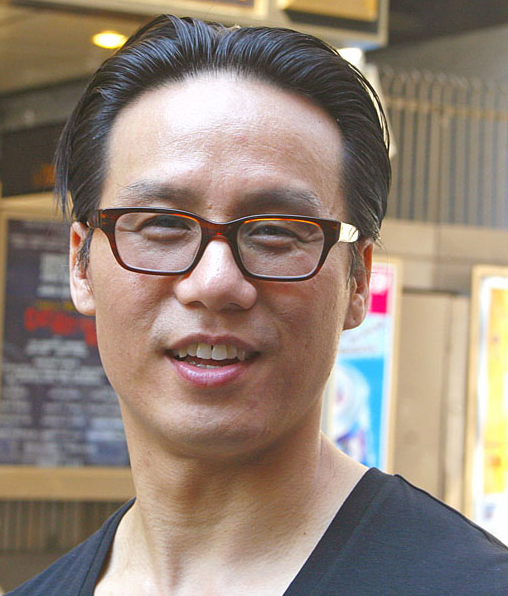
Бредлі Вонг — доктор Генрі Ву (Ігор Рода)
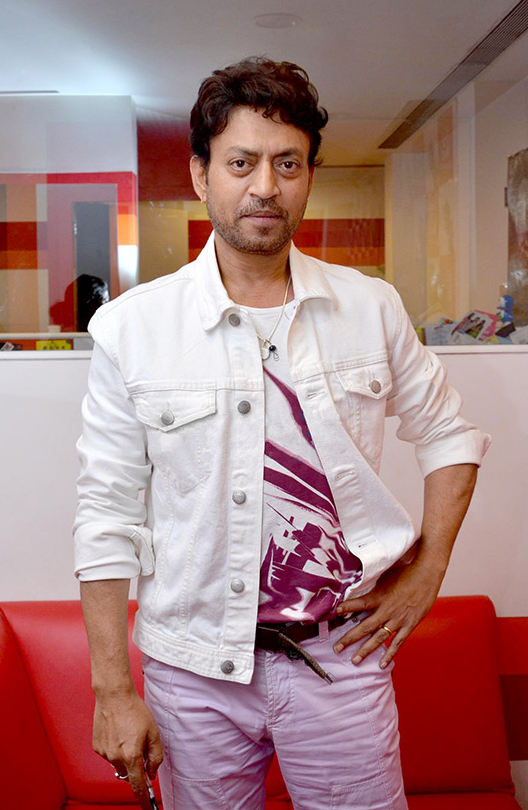
Ірфан Хан[7] — Саймон Масрані (Андрій Альохін)
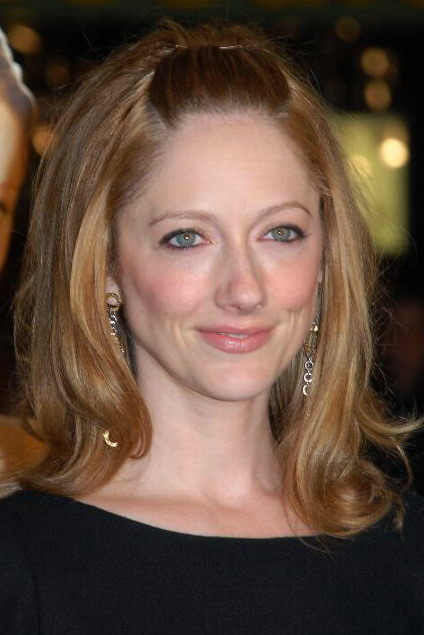
Джуді Грір — Карен Мітчелл (Інна Белікова)
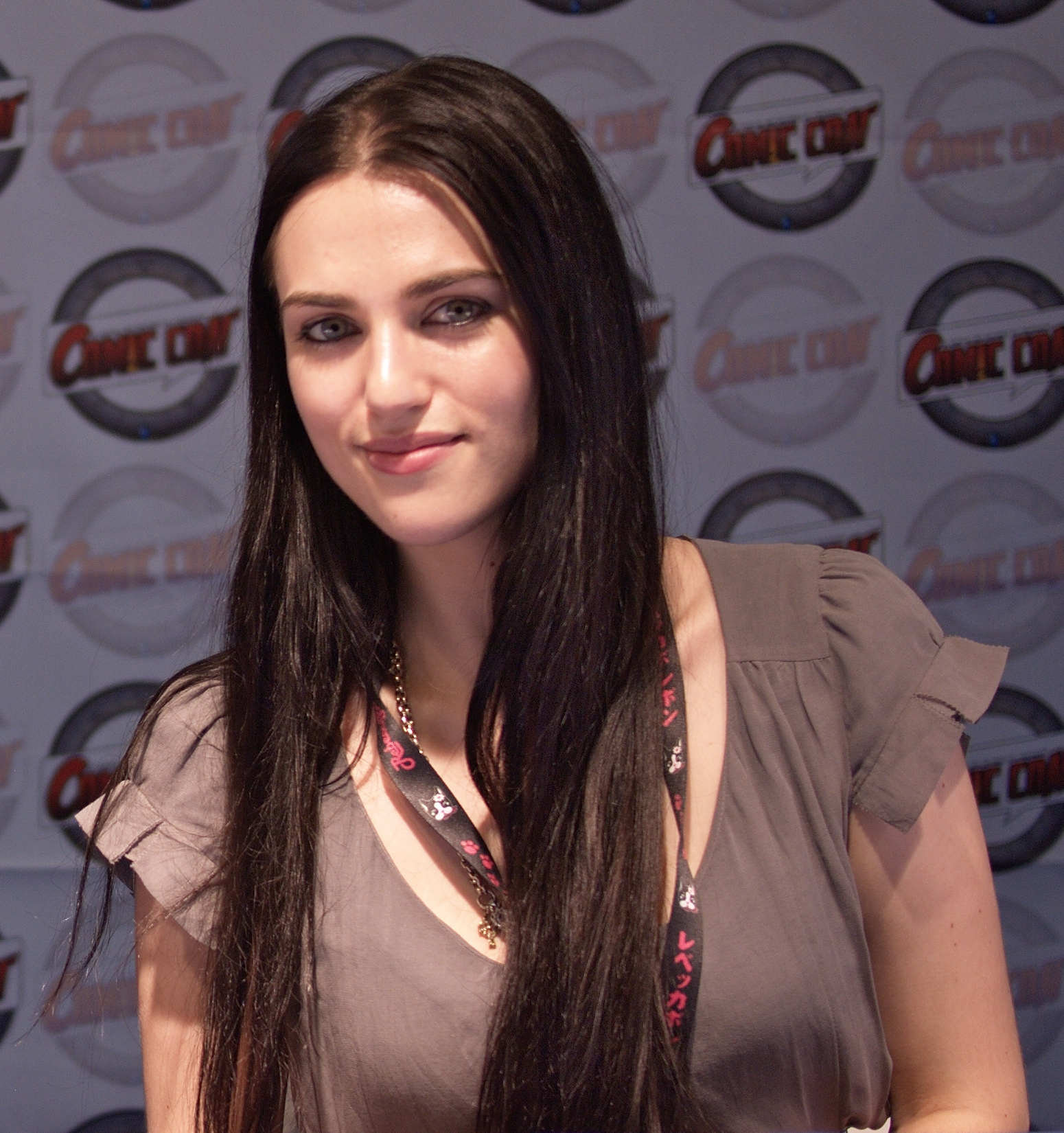
Кеті Мак-Грат — Зара (Валерія Гуляєва)

- Нік Робінсон — Зак Мітчелл (В'ячеслав Хостікоєв), племінник Клер Дірінг[8]
- Тай Сімпкінс — Ґрей Мітчелл (Костянтин Чернокрилюк), племінник Клер Діррінг, молодший брат Зака[8][9]
- Лорен Лапкус — Вів'єн (Дарина Муращенко), робітник контрольного пункту парку
- Джейк Джонсон — Лавері, робітник контрольного пункту парку
- Енді Баклі — Скотт Мітчелл, батько Зака і Ґрея
- Браян Ті — Хамада
- Бред Берд — диктор монорейки

### Дубляж українською мовою
Дубляж фільму виконано студією Le Doyen на замовлення компанії B&H Film Distribution.
- Переклад: Олега Пашина
- Режисер дубляжу: Іван Марченко
- Звукорежисер: Альона Шеманович
- Звукорежисер перезапису: Боб Шевяков
- Координатор дубляжу: Ольга Боєва
- Ролі дублювали: Денис Толяренко, Наталя Романько-Кисельова, В'ячеслав Хостікоєв, Костянтин Чернокрилюк, Дарина Муращенко, Валерія Гуляєва, Андрій Альохін, Євген Пашин, Роман Чупіс, Ігор Рода, Дмитро Гаврилов, Дмитро Завадський, Валерій Легін, Інна Белікова, Володимир Паляниця, Дмитро Лавров, Дмитро Вікулов, Тетяна Антонова, Андрій Іконников.

## Знімальний процес
Спочатку студія планувала запросити на роль Овена Ґрейді Джоша Броліна, але той відмовився, тому запросили Кріса Пратта. Вибір виявився дуже вдалим, оскільки після виходу фантастичної стрічки «Вартові галактики» популярність актора значно зросла завдяки його ролі Зоряного Лицаря.
У фільмі з'являться абсолютно невідомі науці динозаври, в тому числі суперхижак. Про це режисер стрічки Колін Треворров розповів в інтерв'ю SlashFilm. «Буде один динозавр, створений генетиками парку. Його ДНК зберуть з ДНК інших видів, так само, як у першому фільмі прогалини в геномі були заповнені фрагментами ДНК жаби. Ця істота буде створено під керівництвом компанії. Вони хочуть чогось більшого, більш гучного і зубастого. І отримують це» — коментує Треворров.
Дія нового фільму розгорнеться через 22 роки після подій першої стрічки, в парку розваг на острові Нублар. В інтернет просочилася інформація, що динозаври у фільмі будуть «хороші» і «погані». В інтерв'ю Треворров пояснює, що «немає хороших і поганих динозаврів, є хижаки і жертви». Він додає, що фільм розповість про стосунки людини і тварин і про те, як люди реагують на загрозу втратити своє панування в природі.
Зйомки повинні були стартувати в червні 2013 року, але вже у травні студія Universal Pictures зупинила виробництво. У вересні 2013 робота над фільмом відновилась і була оголошена нова назва фільму — «Світ Юрського періоду».
Зйомки «Світу Юрського періоду» почалися у квітні на Гаваях, а прем'єра призначена на 12 червня 2015 року.
Композитором стрічки став оскароносний Майкл Джаккіно, відомий за саундтреками до фільмів «Місія нездійсненна 3», «Місія нездійсненна: Протокол «Фантом»», «Світанок планети мавп», «Піднесення Юпітер» та мультфільму «Вперед і вгору».
У липні 2014 року в Мережу потрапив примірник путівника по парку розваг «Світ Юрського періоду». Він містить повний перелік динозаврів, яких глядачі побачать в картині. Зокрема, там вказані апатозавр, баріонікс, птеранодон та інші.
25 листопада 2014 року вийшов перший трейлер фільму. Ролик наткнувся на певну долю критики через надмірність комп'ютерної графіки. Особливо фанатів фільму розчарували несправжні ворота на вході у парк. Режисер одразу прокоментував це тим, що ворота були спеціально намальовані для трейлера, але у фільмі вони будуть справжніми. Попри зрозумілу обережність у реакціях фанатів оригінальної трилогії перший трейлер зайняв четверте місце у списку найпопулярніших трейлерів 2014 року, з показником у 64 мільйони переглядів..
«Світ Юрського періоду» також увійшов до першої п'ятірки рейтингу найочікуваніших фільмів 2015 року за версією Fandango.
Зйомки завершились 5 серпня 2014 року. Колін Треворров підтвердив цю подію у своєму твіттері, запостивши фотографію щелепи динозавра з операторською «хлопавкою» в зубах.

## Касові збори
Загальні касові збори «Світу Юрського періоду» склали 1 650 484 125 $, з них 647 484 125 $ — домашні, а 1 003 000 000 $ стрічка заробила закордоном. Фільм побив безліч рекордів касових зборів по США та світу. Зокрема він перевершив рекорди «Месників» за зборами у перший та другий вікенд у США ($208,8 млн. та $106,7 млн. відповідно). Побито рекорд найкращих світових зборів за перший вікенд ($524,4 млн.). До цього рекордсменом була остання частина серії фільмів про Гаррі Поттера. Також «Світ» за рекордний час досяг відмітки $500 млн. у США (17 днів) та $1 млрд. у світі (13 днів). Фільм встановив абсолютний рекорд серед усіх проектів студії Universal за допрем'єрними зборами (18,5 млн. доларів), а згодом перевершив досягнення іншого фільму цієї студії «Форсаж 7» у зборах за перший вікенд у США та по світу й у категорії найшвидший мільярд (сьомий «Форсаж» досяг цієї відмітки аж за 17 днів). Фантастичний екшн посунув «Месників» на 4 сходинку списку найкасовіших фільмів у домашньому прокаті. А за результатами світових зборів він посів четверте місце.

## Нагороди
| Рік  | Нагорода               | Категорія                                   | Номінант                | Результат | Примітки |
| ---- | ---------------------- | ------------------------------------------- | ----------------------- | --------- | -------- |
| 2015 | Teen Choice Awards     | Найкращий лиходій                           | Вінсент Д'Онофріо       | Номінація | [ 22 ]   |
| 2015 | Teen Choice Awards     | Літній фільм                                | «Світ Юрського періоду» | Номінація | [ 22 ]   |
| 2015 | Teen Choice Awards     | Актор літнього фільму                       | Кріс Пратт              | Номінація | [ 22 ]   |
| 2015 | Teen Choice Awards     | Актриса літнього фільму                     | Брайс Даллас Говард     | Номінація | [ 22 ]   |
| 2015 | Teen Choice Awards     | Найкраща істерика                           | Брайс Даллас Говард     | Номінація | [ 22 ]   |
| 2015 | Hollywood Film Awards  | Нагорода Голлівуду за візуальні ефекти      | Тім Александер          | Перемога  | [ 23 ]   |
| 2016 | People's Choice Awards | Улюблений фільм                             | «Світ Юрського періоду» | Номінація | [ 24 ]   |
| 2016 | People's Choice Awards | Улюблений актор                             | Кріс Пратт              | Номінація | [ 24 ]   |
| 2016 | People's Choice Awards | Улюблений екшн                              | «Світ Юрського періоду» | Номінація | [ 24 ]   |
| 2016 | People's Choice Awards | Улюблений актор екшну                       | Кріс Пратт              | Номінація | [ 24 ]   |
| 2016 | Енні                   | Найкращі анімаційні ефекти у ігровому кіно  | «Світ Юрського періоду» | Номінація | [ 25 ]   |
| 2016 | Енні                   | Найкраща анімація персонажа у ігровому кіно | Індомінус Рекс          | Номінація | [ 25 ]   |